# Tiro com arco nos Jogos Pan-Americanos de 2023 - Composto por equipes masculinas
A competição do composto por equipes masculinas do tiro com arco nos Jogos Pan-Americanos de 2023 foi disputada entre 1 e 4 de novembro de 2023 no Centro de Tiro com Arco, em Peñalolén. Um total de 12 arqueiros de 6 Comitês Olímpicos Nacionais (CON) participaram do evento.

## Calendário
Horário local (UTC−3).
| Data          | Hora  | Fase                 |
| ------------- | ----- | -------------------- |
| 1 de novembro | 14:00 | Fase de ranqueamento |
| 1 de novembro | 16:20 | Quartas de final     |
| 1 de novembro | 16:45 | Semifinais           |
| 4 de novembro | 9:38  | Disputa pelo bronze  |
| 4 de novembro | 9:57  | Final                |

## Medalhistas
| Ouro   | ESA Roberto Hernández e Douglas Nolasco |
| Prata  | USA Kris Schaff e Sawyer Sullivan       |
| Bronze | COL Sebastián Arenas e Jagdeep Singh    |

## Resultados

### Fase de ranqueamento
| Pos. | Arqueiro                          | CON                                 | Total | Notas |
| ---- | --------------------------------- | ----------------------------------- | ----- | ----- |
| 1    | Kris Schaff Sawyer Sullivan       | USA Estados Unidos                  | 1418  |       |
| 2    | Sebastián Arenas Jagdeep Singh    | COL Colômbia                        | 1412  |       |
| 3    | Roberto Hernández Douglas Nolasco | ESA El Salvador                     | 1406  |       |
| 4    | Juan del Río Sebastián García     | MEX México                          | 1398  |       |
| 5    | Julio Barillas Pedro Salazar      | EAI Equipe de Atletas Independentes | 1395  |       |
| 6    | Andrew Fagan Tristan Spicer-Moran | CAN Canadá                          | 1389  |       |

### Fase eliminatória
As quartas de final e as semifinais foram realizadas em 1 de novembro. A definição dos medalhistas ocorreu em 4 de novembro de 2023.
|  | Quartas de final | Quartas de final   | Quartas de final   |                 |                                     | Semifinais      | Semifinais          | Semifinais          |                     |  | Final | Final              | Final |
|  |                  |                    |                    |                 |                                     |                 |                     |                     |                     |  |       |                    |       |
|  | 1                | USA Estados Unidos |                    |                 |                                     |                 |                     |                     |                     |  |       |                    |       |
|  |                  | Bye                |                    |                 |                                     |                 |                     |                     |                     |  |       |                    |       |
|  |                  | 1                  | USA Estados Unidos | 158             |                                     |                 |                     |                     |                     |  |       |                    |       |
|  |                  |                    |                    | 158             |                                     |                 |                     |                     |                     |  |       |                    |       |
|  |                  | 4                  | MEX México         | 157             |                                     |                 |                     |                     |                     |  |       |                    |       |
|  | 5                | 4                  | MEX México         | 157             | EAI Equipe de Atletas Independentes | 155             |                     |                     |                     |  |       |                    |       |
|  | 5                |                    |                    |                 | EAI Equipe de Atletas Independentes | 155             |                     |                     |                     |  |       |                    |       |
|  | 4                | MEX México         | 159                |                 |                                     |                 |                     |                     |                     |  |       |                    |       |
|  |                  |                    |                    |                 |                                     |                 |                     |                     |                     |  | 1     | USA Estados Unidos | 156   |
|  |                  |                    | 3                  | ESA El Salvador | 158                                 |                 |                     |                     |                     |  |       |                    |       |
|  | 3                | ESA El Salvador    | 158                |                 |                                     |                 |                     |                     |                     |  |       |                    |       |
|  | 6                | CAN Canadá         | 153                |                 |                                     |                 |                     |                     |                     |  |       |                    |       |
|  | 6                | CAN Canadá         | 153                |                 | 3                                   | ESA El Salvador | 158                 |                     |                     |  |       |                    |       |
|  |                  |                    |                    |                 | 3                                   | ESA El Salvador | 158                 |                     |                     |  |       |                    |       |
|  |                  | 2                  | COL Colômbia       | 155             |                                     |                 | Disputa pelo bronze | Disputa pelo bronze | Disputa pelo bronze |  |       |                    |       |
|  |                  | Bye                |                    |                 |                                     |                 | 4                   | MEX México          | 15619               |  |       |                    |       |
|  | 2                | COL Colômbia       |                    |                 |                                     |                 |                     |                     |                     |  | 2     | COL Colômbia       | 15620 |